# Scooba
Scooba è una città (town) degli Stati Uniti d'America, situata nella contea di Kemper, nello Stato del Mississippi.